# Cratere Hadley (Marte)
Hadley  è un cratere sulla superficie di Marte.